# Allosmerus elongatus
Genre
Espèce
Allosmerus elongatus est une espèce de poissons téléostéens (Teleostei), la seule du genre Allosmerus (monotypique).